# 诺伊恩比格
诺伊恩比格（德語：Neuenbürg，發音：[ˈnɔʏənˌbʏʁk] ⓘ）是德国巴登-符腾堡州卡尔斯鲁厄行政区恩茨县的城市，面积28.15平方千米，2023年12月31日人口为8,566人。